# Phyllophaga valia
Phyllophaga valia är en skalbaggsart som beskrevs av Saylor 1940. Phyllophaga valia ingår i släktet Phyllophaga och familjen Melolonthidae. Inga underarter finns listade i Catalogue of Life.